# Boiu de Jos, Hunedoara
Boiu de Jos este un sat în comuna Gurasada din județul Hunedoara, Transilvania, România. Se află în partea de nord a județului,  în Munții Metaliferi.

## Date demografice
La recensământul din anul 2002 avea o populație de 62 locuitori.

## Monumente istorice
- Troița de lemn din sat
- Biserica de lemn „Sfânta Cuvioasă Paraschiva”

## Imagini

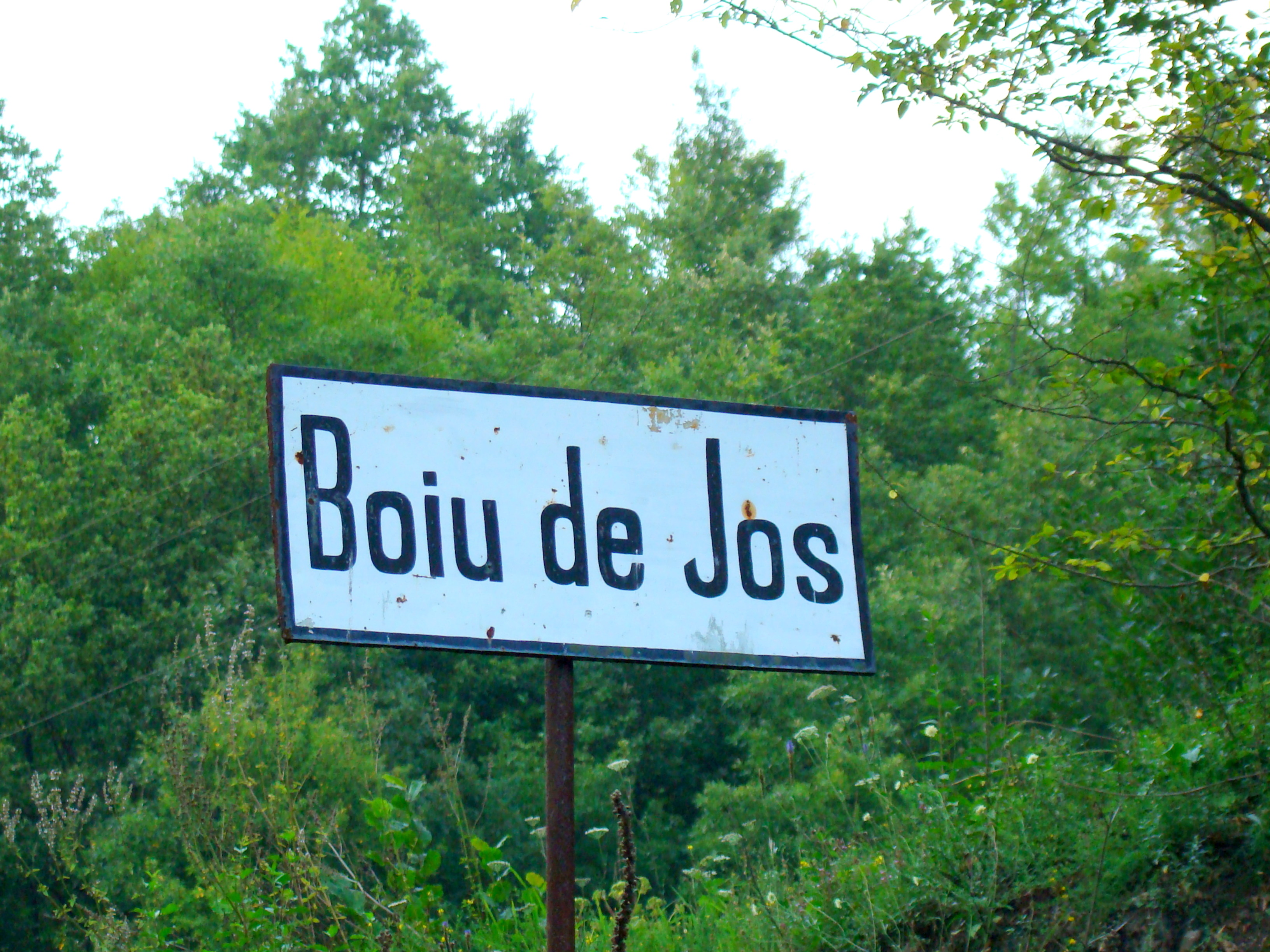
Intrarea în localitate
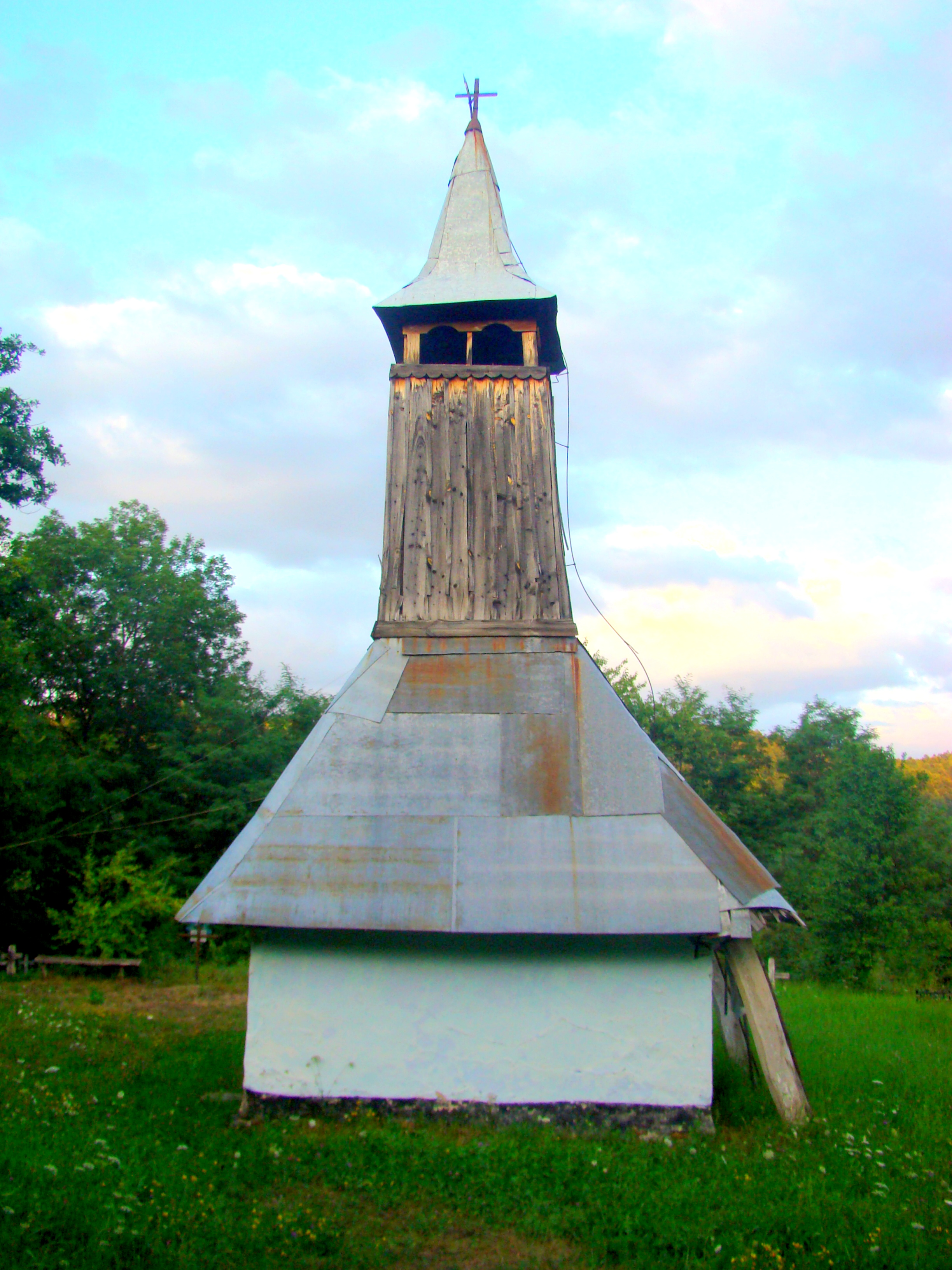
Biserica de lemn (monument istoric)
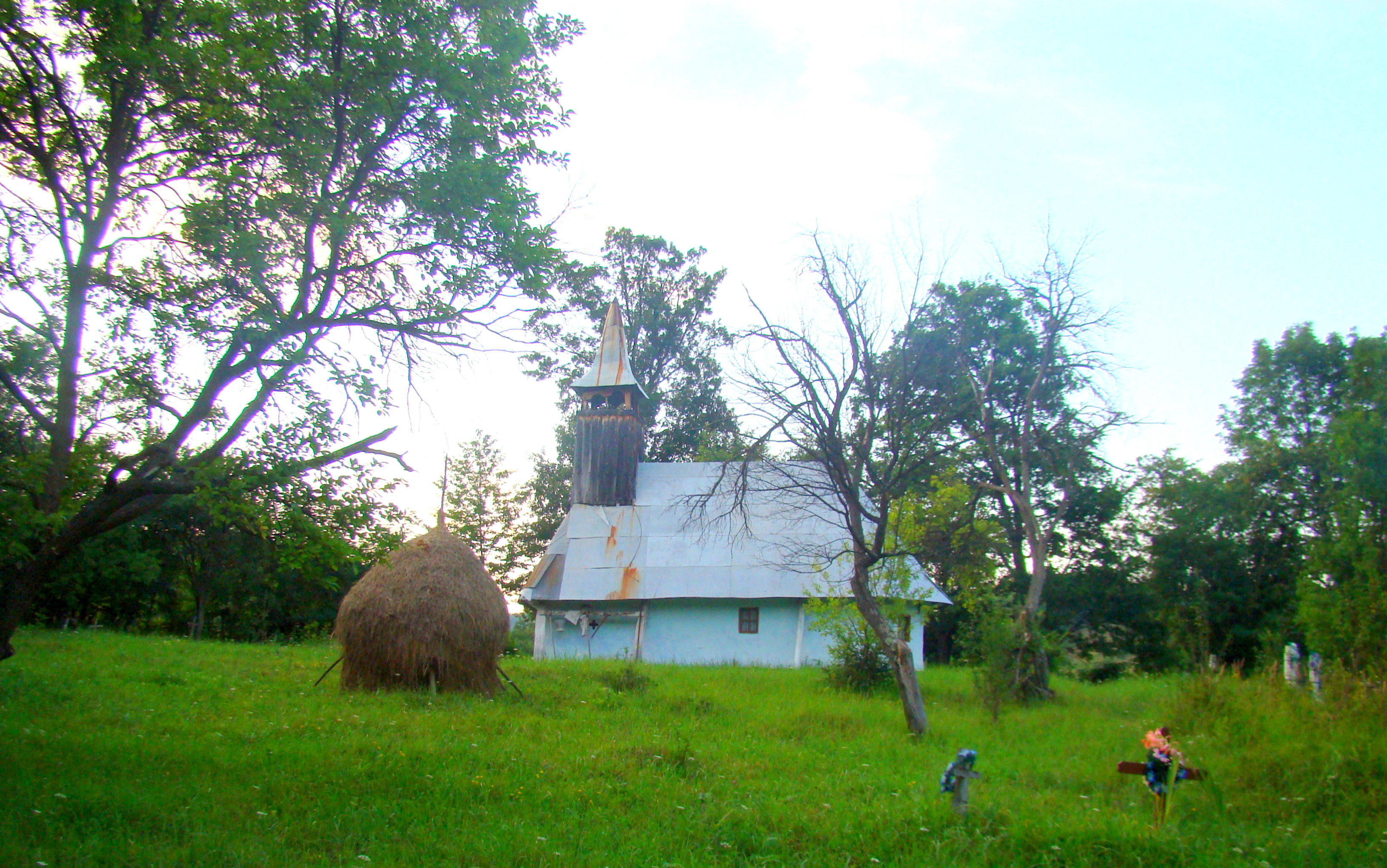
Biserica de lemn (monument istoric)
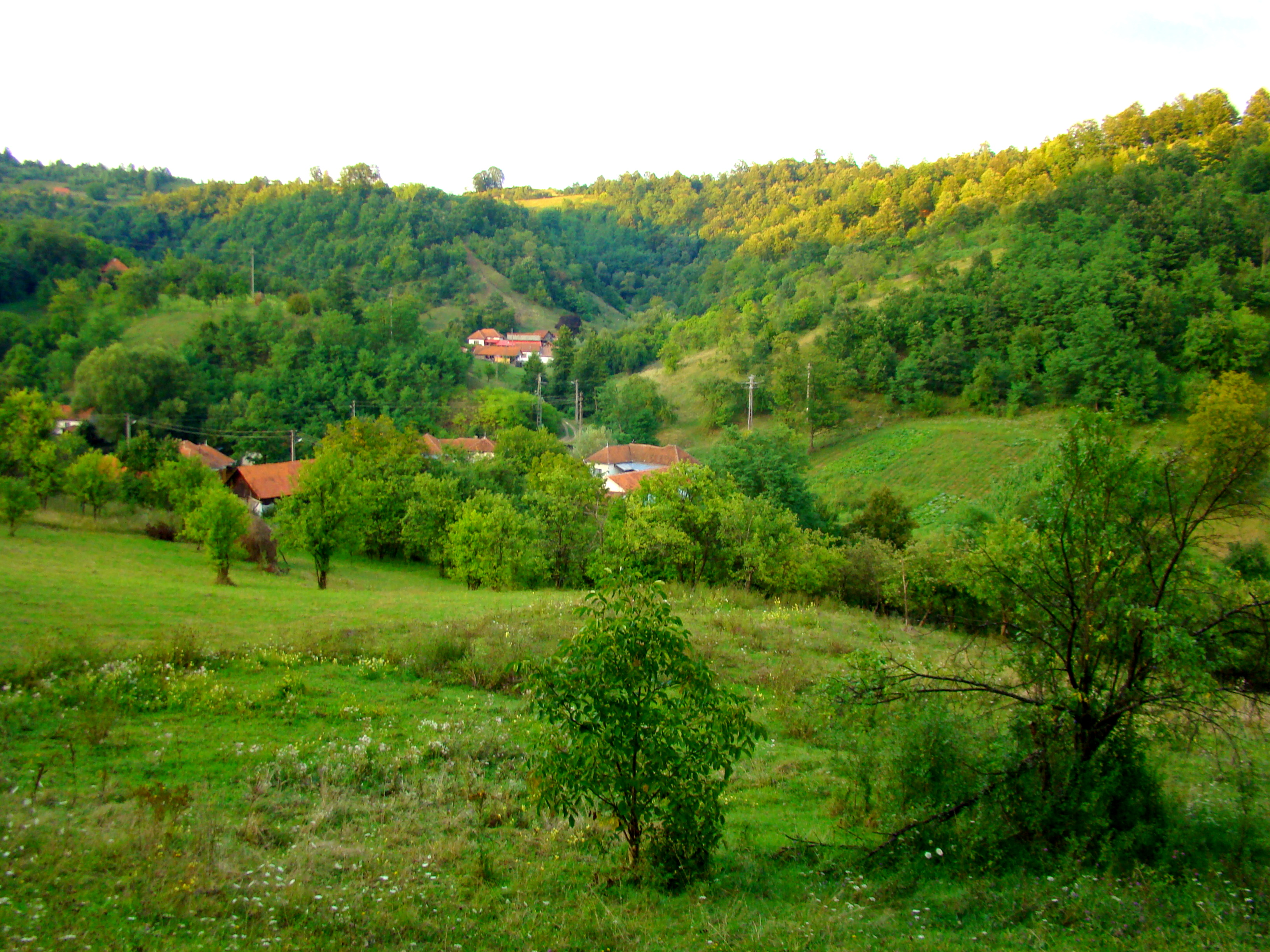